# Albysjöns järnvägsbro
Albysjöns järnvägsbro (Albysjönský železniční most) je trámový most stockholmského metra přemosťující jezero Albysjön na hranici obcí Huddinge a Botkyrka v švédské provincii Stockholm.
Most se nachází na červené lince 13 mezi stanicemi Masmo v Huddinge a Fittja v Botkyrce. Otevřený byl 1. října 1972 současně s celým prodloužením červené linky k oblasti Fittja. Most má 8 polí a jeho celková délka je přibližně 400 m. Mostovka je 9 m široká a prochází jí dvoukolejná trať. Na botkyrkské straně je most ukončen na vyvýšenině, odkud trať pokračuje dalším, přibližně 360 m dlouhým viaduktem směrem ke stanici Fittja.